# Городок (Брагінський район)
Городок — (біл. вёска Гарадок), село (веска) в складі Брагінського району розташоване в Гомельській області Білорусі. Село підпорядковане Малейківській сільській раді, а через зрадіаційне забруднення довкола в ньому тепер мешкає 1 особа (станом на 2004 рік).
Село Городок розташоване на південному сході Білорусі, у південній частині Гомельської області, неподалік від районного центру Брагіна (за 10 кілометрів східніше).